# Дмитров (спортивный комплекс)
СК «Дмитров» (Спортивный комплекс «Дмитров») — муниципальный спортивный комплекс  для занятий различными видами спорта в городе Дмитров Московской области. Открыт 29 ноября 2003 года. 
В сентябре 2006 года вступил введён в эксплуатацию спортивно-развлекательный парк «Экстрим» площадью 4000 кв. м. В декабре 2007 года построен комплекс, включающий две ледовые площадки: для фигурного катания и для кёрлинга. Также на территории комплекса располагается бассейн «Дельфин» на 8 дорожек по 50 метров. Ледовый дворец является домашней ареной для хоккейных команд: «Торнадо», «Дмитров». 

## Спортивный комплекс
В состав комплекса входят несколько спортивных зданий.
Ледовый дворец:
- основная ледовая арена (1700 чел)
- тренировочная ледовая арена (100 чел)

Центр фигурного катания и кёрлинга:
- тренировочная площадка для фигурного катания
- тренировочная площадка для кёрлинга

Бассейн «Дельфин» (8 дорожек на 50 метров).
Парк «Экстрим»:
- площадка для скалолазания
- площадка для передвижения на высоте
- актовый зал

Сопутствующая инфраструктура:
- спортивный магазин
- тренажёрный зал
- зал для тренировок
- косметический салон
- игровой зал
- 3 солярия
- ресторан (40 мест)
- бар (40 мест)
- детское кафе (40 мест)

## Как добраться
Из Москвы: с Савёловского вокзала электропоездом до станции «Дмитров» или автобусом от м. Алтуфьево до автовокзала «Дмитров». С автовокзала пять остановок на автобусах: 25, 26, 30, 40, 51, 53 или на маршрутных такси с аналогичными номерами до Ледового дворца.